# Scheßlitz
Scheßlitz – miasto w Niemczech, w kraju związkowym Bawaria, w rejencji Górna Frankonia, w regionie Oberfranken-West, w powiecie Bamberg. Leży ok. 15 km na północny wschód od Bamberga, przy autostradzie A70 i drodze B22.

## Geografia
Wzniesienia na terenie miasta:
- Stammberg (559 m)
- Giechburg (530 m)
- Gügel (515 m)
- Kulm (553 m)
- Heidenstein (577 m)
- Rabenstein (572 m)
- Würgauer Höhe (518 m)
- Reisberg (554 m)
- Roter Stein (518 m)
- Wattendorfer Höhe (555 m)
- Hohe Metze (577 m)

## Dzielnice
W skład miasta wchodzą następujące dzielnice:
| - Scheßlitz - Burgellern - Burglesau - Demmelsdorf - Dörnwasserlos - Doschendorf - Ehrl - Giechburg - Gügel - Köttensdorf - Kübelstein - Ludwag - Neudorf bei Scheßlitz - Pausdorf - Peulendorf | - Pünzendorf - Roschlaub - Roßdach - Schlappenreuth - Schrautershof - Schweisdorf - Starkenschwind - Straßgiech - Stübig - Weichenwasserlos - Weingarten - Wiesengiech - Windischletten - Würgau - Zeckendorf |

## Demografia
| Rok  | Liczba mieszk. |
| 1993 | 6916           |
| 1997 | 7034           |
| 2004 | 7174           |
| 2006 | 7158           |

## Zabytki i atrakcje
- zamek Giech
- kościół pielgrzymkowy w dzielnicy Gügel
- barokowy szpital Elżbietanek
- Kościół parafialny pw. św. Kiliana (St. Kilian)
- ratusz
- kaplica w dzielnicy Ehrl
- Kościół Elżbietanek
- Kościół pw. św. Marcina (St. MArtin) w dzielnicy Weichenwaserlos
- domy z muru pruskiego

## Galeria

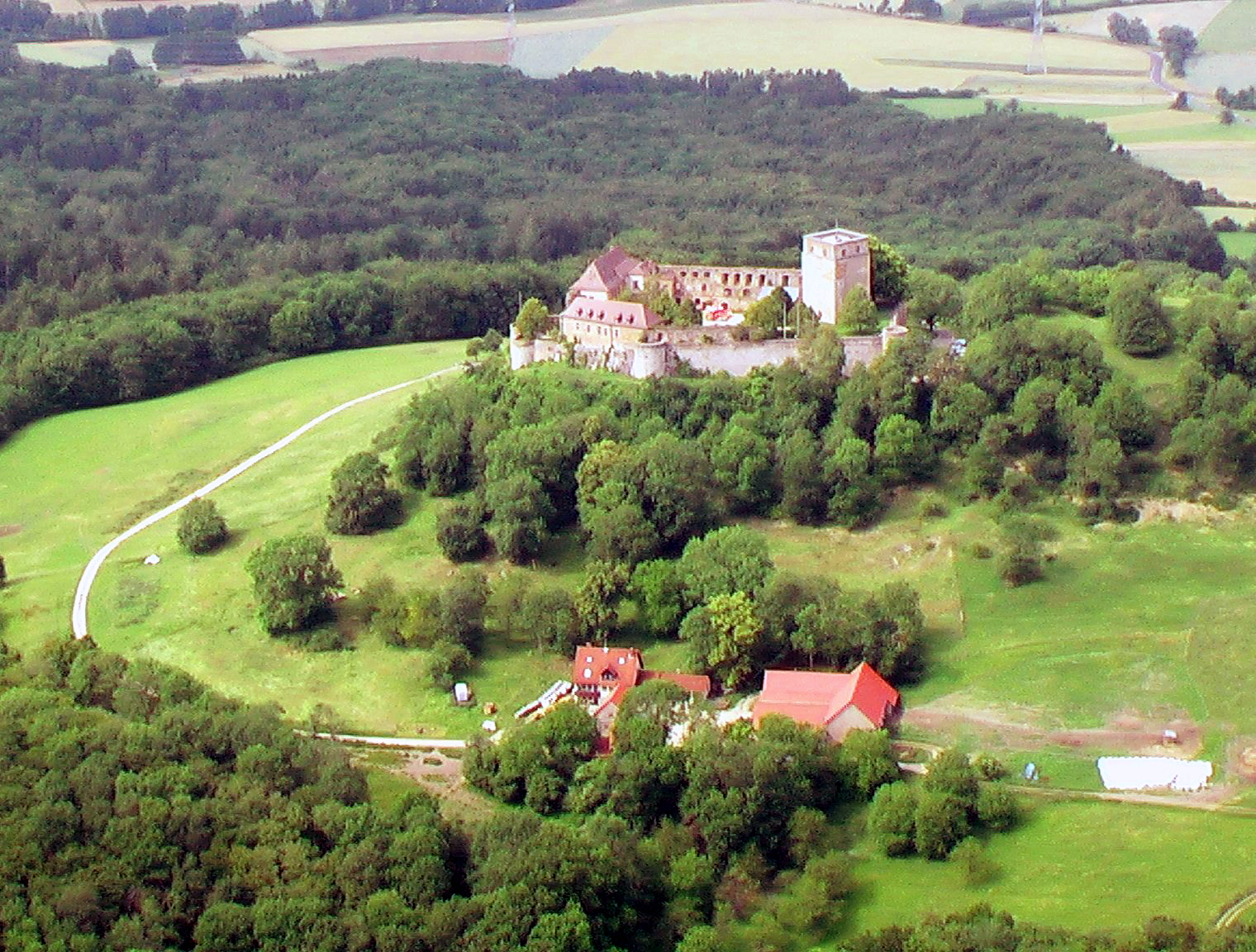
Zamek Giech
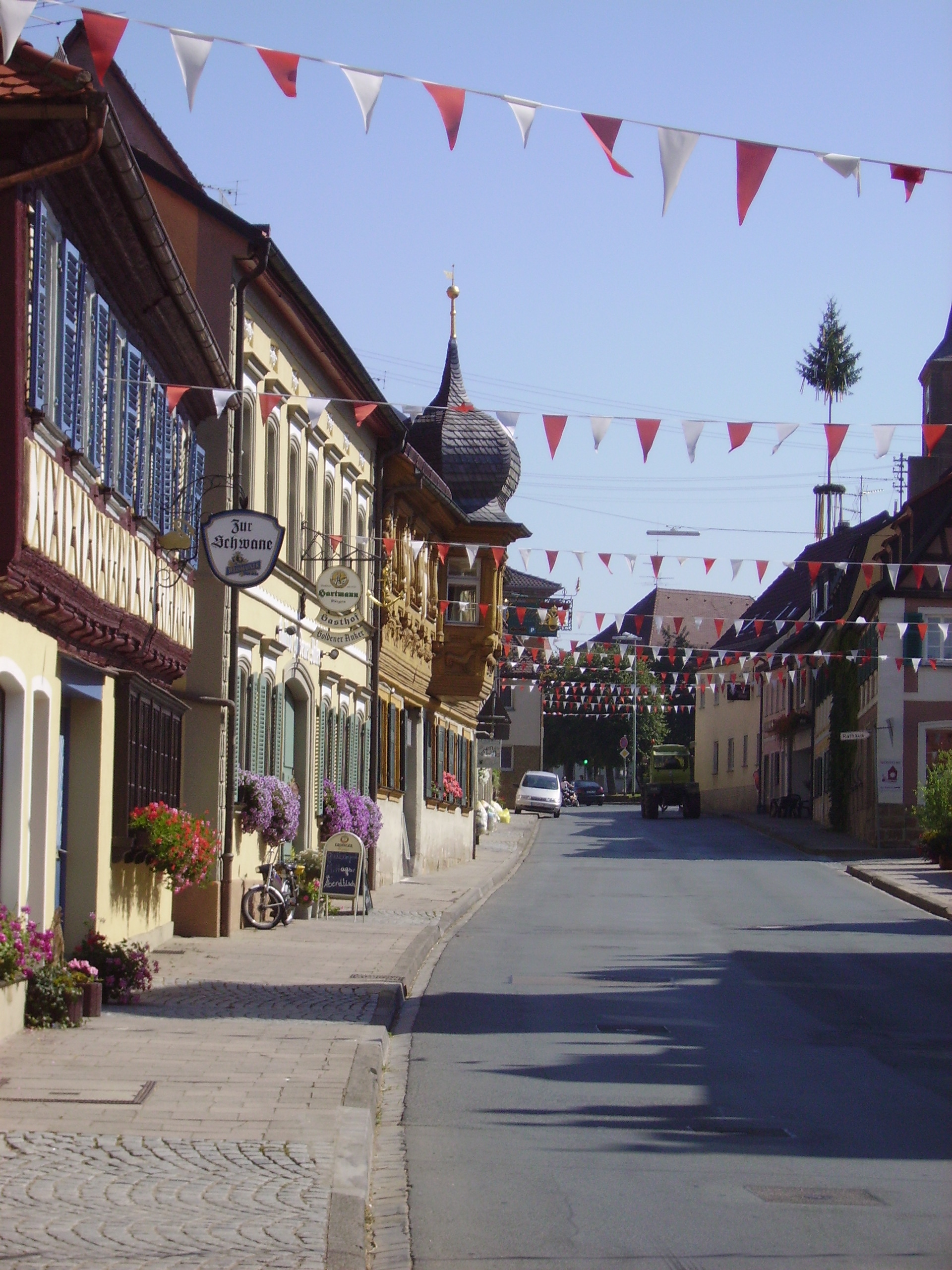
Ulica Hauptstraße
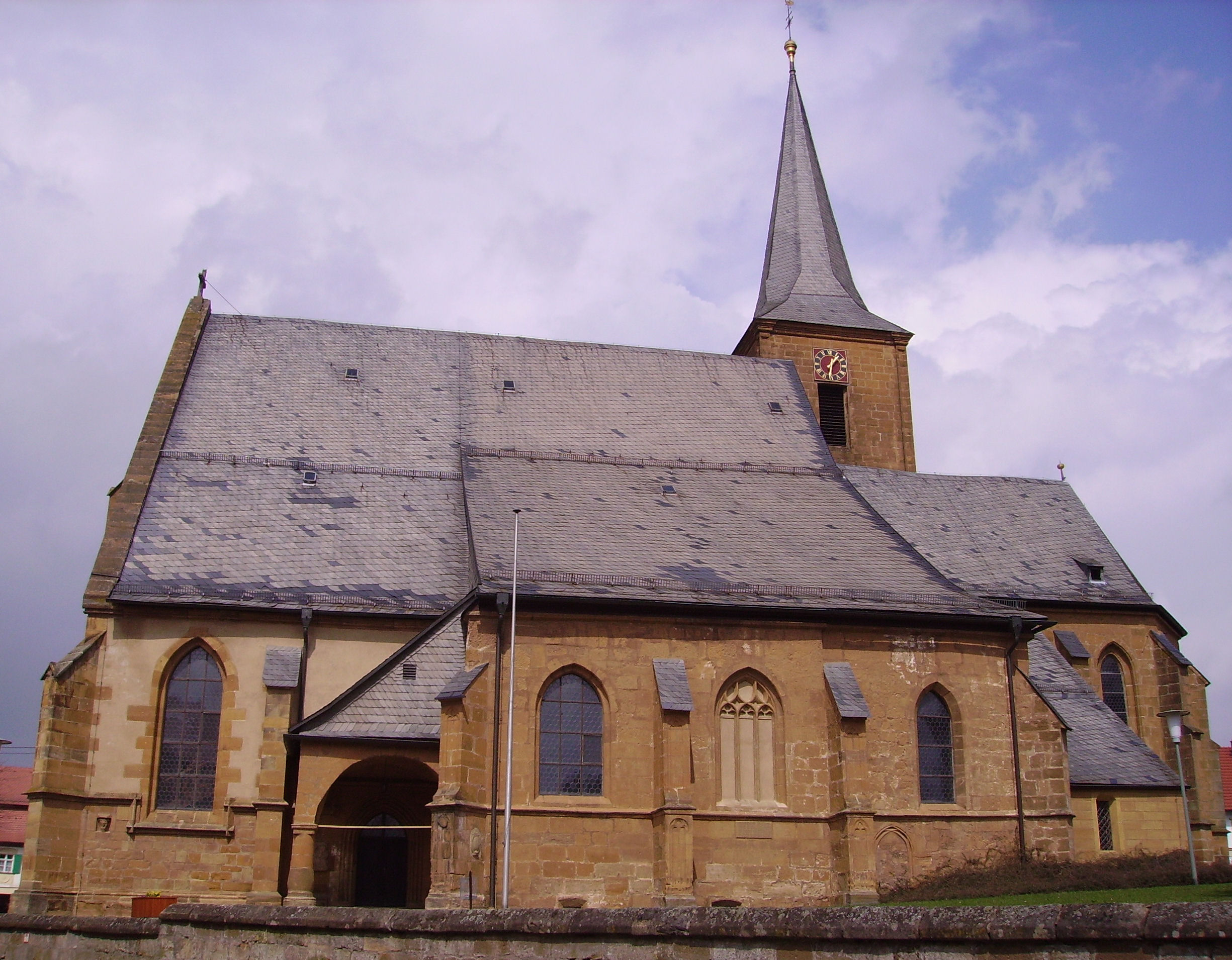
Kościół św. Kiliana (St. Kilian)
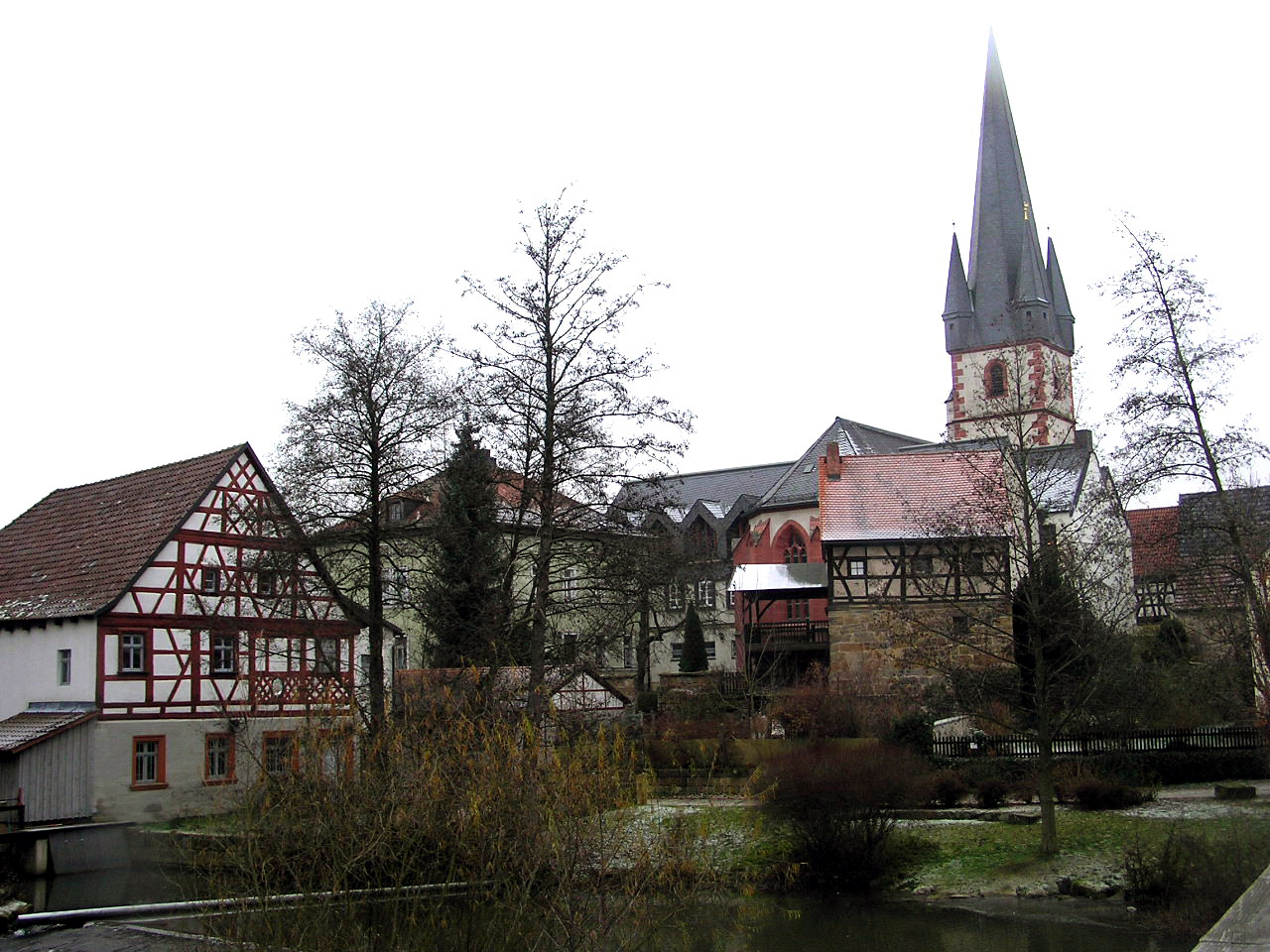
Kościół pw. św. Oswalda (St. Oswald)
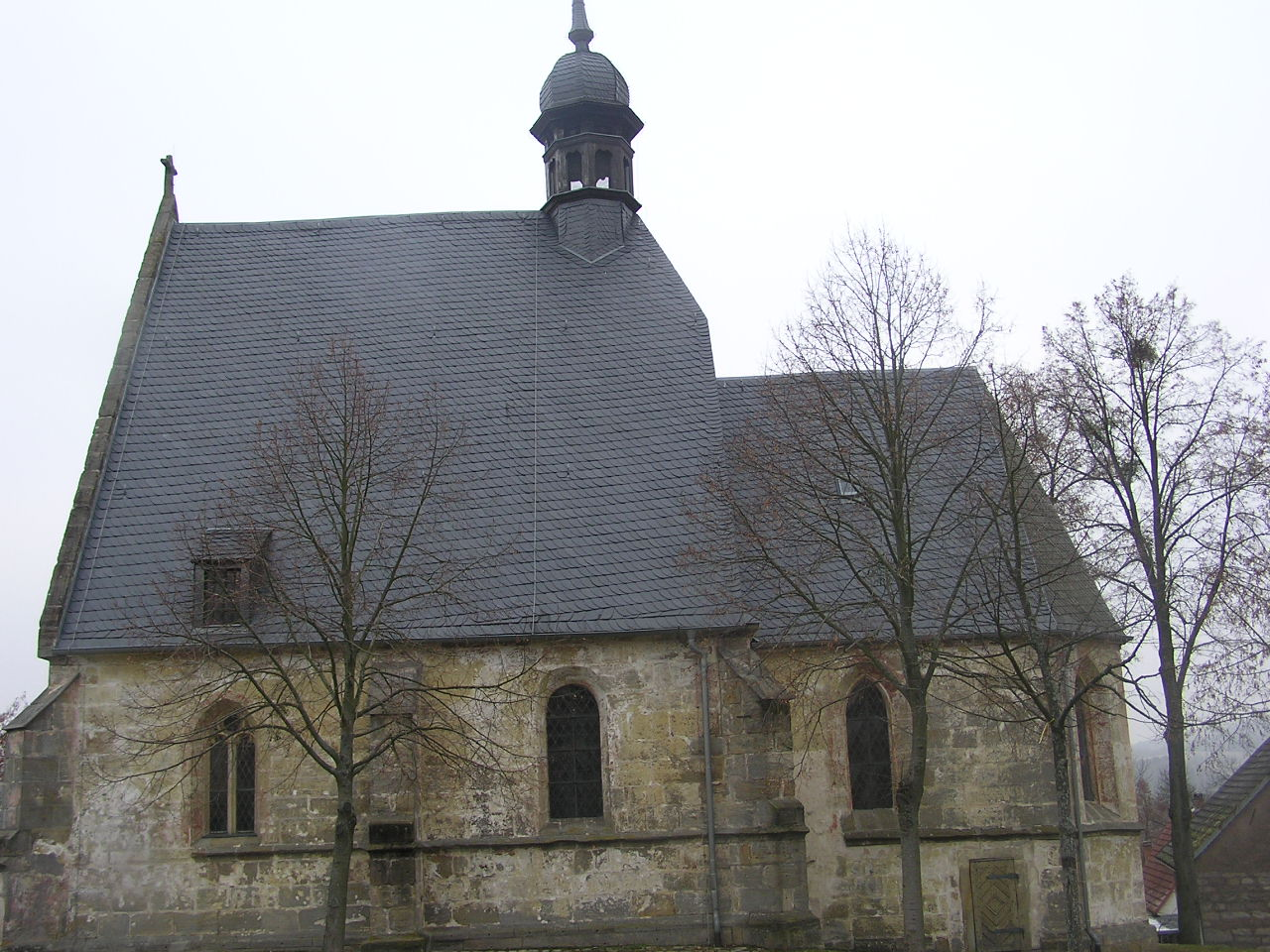
Kaplica św. Magdaleny (St. Magdalena)
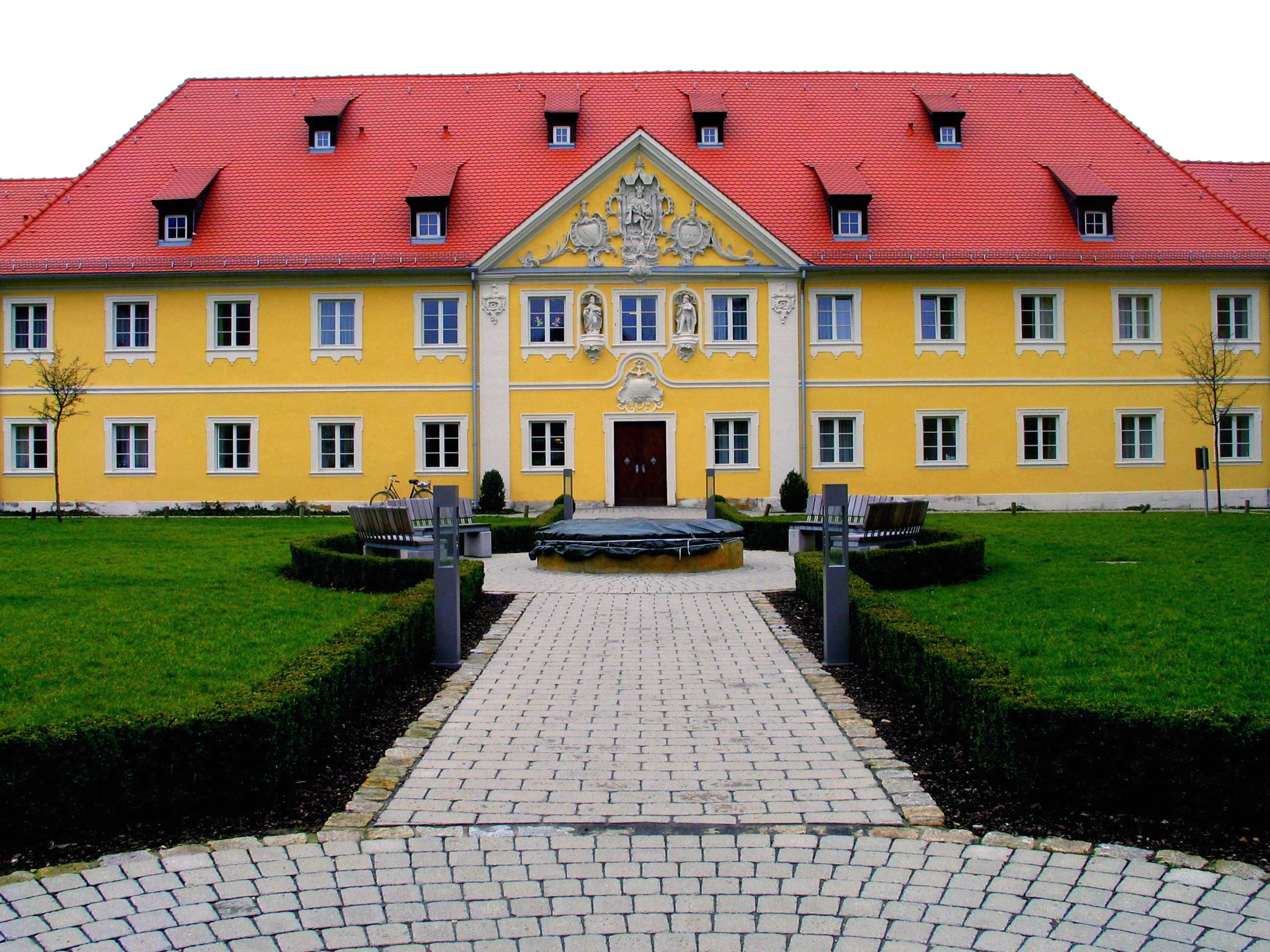
Szpital Elżbietanek
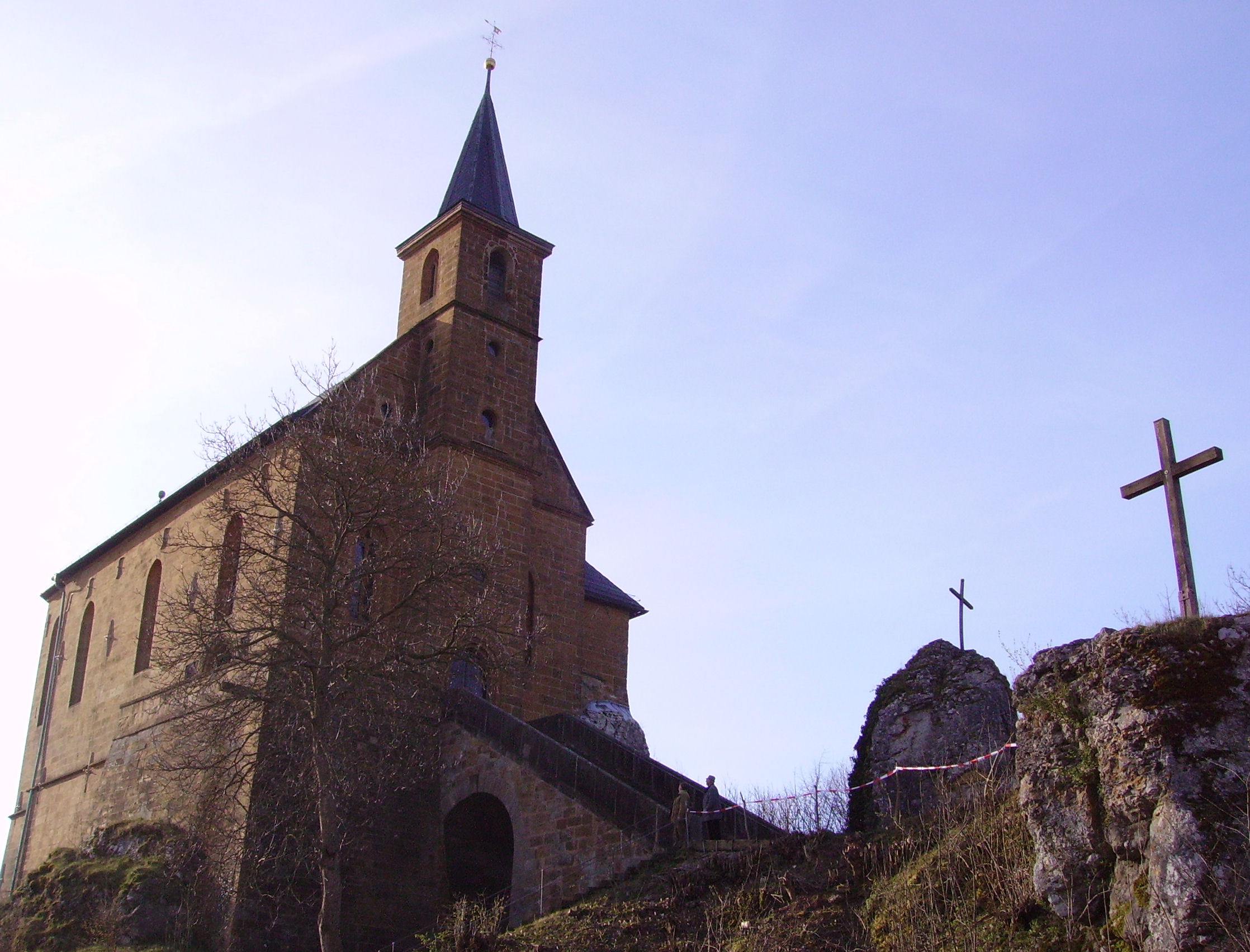
Kościół w dzielnicy Guegel